# Émigration corse vers Porto Rico
 (février 2022).
La mise en forme du texte ne suit pas les recommandations de Wikipédia : il faut le « wikifier ».
Les points d'amélioration suivants sont les cas les plus fréquents. Le détail des points à revoir est peut-être précisé sur la page de discussion.
- Les titres sont pré-formatés par le logiciel. Ils ne sont ni en capitales, ni en gras.
- Le texte ne doit pas être écrit en capitales (les noms de famille non plus), ni en gras, ni en italique, ni en « petit »…
- Le gras n'est utilisé que pour surligner le titre de l'article dans l'introduction, une seule fois.
- L'italique est rarement utilisé : mots en langue étrangère, titres d'œuvres, noms de bateaux, etc.
- Les citations ne sont pas en italique mais en corps de texte normal. Elles sont entourées par des guillemets français : « et ».
- Les listes à puces sont à éviter, des paragraphes rédigés étant largement préférés. Les tableaux sont à réserver à la présentation de données structurées (résultats, etc.).
- Les appels de note de bas de page (petits chiffres en exposant, introduits par l'outil «  Source ») sont à placer entre la fin de phrase et le point final[comme ça].
- Les liens internes (vers d'autres articles de Wikipédia) sont à choisir avec parcimonie. Créez des liens vers des articles approfondissant le sujet. Les termes génériques sans rapport avec le sujet sont à éviter, ainsi que les répétitions de liens vers un même terme.
- Les liens externes sont à placer uniquement dans une section « Liens externes », à la fin de l'article. Ces liens sont à choisir avec parcimonie suivant les règles définies. Si un lien sert de source à l'article, son insertion dans le texte est à faire par les notes de bas de page.
- La présentation des références doit suivre les conventions bibliographiques. Il est recommandé d'utiliser les modèles {{Ouvrage}}, {{Chapitre}}, {{Article}}, {{Lien web}} et/ou {{Bibliographie}}. Le mode d'édition visuel peut mettre en forme automatiquement les références.
- Insérer une infobox (cadre d'informations à droite) n'est pas obligatoire pour parachever la mise en page.

Pour une aide détaillée, merci de consulter Aide:Wikification.
Si vous pensez que ces points ont été résolus, vous pouvez retirer ce bandeau et améliorer la mise en forme d'un autre article.
L'émigration corse à Porto Rico au XIXe siècle découle des changements économiques et politiques généralisés en Europe qui ont rendu la vie difficile aux classes paysannes et agricoles de la Corse mais ce phénomène se retrouve aussi dans d'autres régions. La deuxième révolution industrielle provoque le déplacement massif de populations rurales vers les zones urbaines en quête de travail ou simplement d'une vie meilleure. De plus, les mauvaises récoltes se sont généralisées en raison de longues périodes de sécheresse et de la prolifération de maladies ravageant les cultures. Cela entraina un important mécontentement politique au sein des populations les plus modestes.
Au début du XIXe siècle, l'Espagne a perdu la plupart de ses possessions dans le Nouveau Monde, car une grande partie de ses anciennes colonies ont obtenu leur l'indépendance. Craignant des rébellions dans ses deux dernières colonies caribéennes : Porto Rico et Cuba, la Couronne espagnole promulgua le décret royal des grâces de 1815 (Real Cédula de Gracias) qui favorisait et encourageait l'immigration de catholiques européens, Espagnols ou non, dans ses colonies des Caraïbes.
Des centaines de familles corses ont émigré vers Porto Rico répondant à l'appel de la couronne.
Les Corses et les Portoricains d'origine corse ont joué un rôle déterminant dans le développement de l'économie de l'île, en particulier dans l'industrie du café.

## Premières documentations des immigrants corses
Juan Fantauzzi a été le premier immigrant Corse documenté à Porto Rico. Il est né vers 1734 à Morsiglia, en Corse. Il a immigré dans la ville d'Aguadilla dans les années 1760, où il a épousé Josefa Martínez. Deux de leurs enfants connus sont Francisco et Juan María Fantauzzi. Il mourut le 5 novembre 1798. Son acte de décès confirme son origine corse.

## La Corse duXIXesiècle

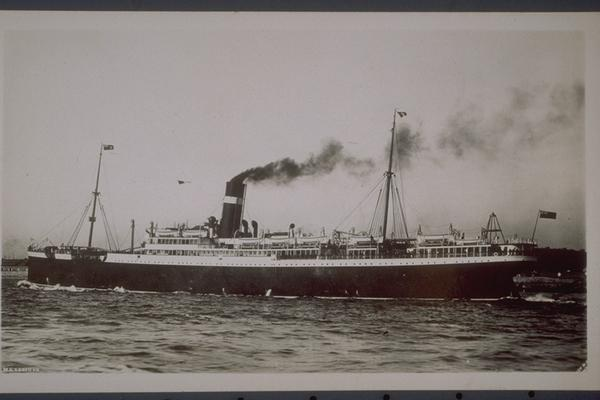
Type de bateau à vapeur dans lequel les Corses sont arrivés à Porto Rico.

La Corse est une île située à l'ouest de l'Italie et au sud-est de la France métropolitaine en mer Méditerranée. La Corse appartenait autrefois à la république de Gênes (avant que Gênes ne devienne une partie de l'Italie) et, en 1768, elle a été cédée à la France en guise de remboursement de la dette que la République avait contractée. Les habitants de l'île dépendaient alors en grande partie d'une économie agricole vivrière.
À partir de la fin du XVIIIe siècle jusqu'au début du XIXe siècle, des changements important se produisirent en Europe qui allaient grandement affecter la vie des Français et des Corses. Pendant la deuxième révolution industrielle, de nombreux travailleurs agricoles ont commencé à s'installer dans les grandes villes dans l'espoir de trouver des emplois mieux rémunérés et d'avoir une vie moins pénible, ce phénomène se nomme l'exode rural. Des mauvaises récoltes se sont généralisées en raison de longues périodes de sécheresse et de la prolifération de nouvelles maladies phytosanitaires (par exemple, l'épidémie de phylloxéra a détruit l'industrie viticole corse). Il y eut en plus une importante épidémie de choléra avec une mortalité élevée, ces catastrophes contribuèrent à une détérioration générale des conditions économiques. Dans ce contexte défavorable de nombreuses fermes en Corse ont commencé à faire faillite.
Le mécontentement politique généralisé qui en a résulté, a évolué en un conflit entre le peuple et ses gouvernements, conduisant à des révoltes armées, en particulier lors des révolutions de 1848. Pendant ces révolutions, le roi Louis-Philippe de France a été renversé et une République a été déclarée avec un gouvernement provisoire. Trois nouveaux groupes politiques ont émergé à cette époque : les libéraux, les radicaux et les socialistes. La combinaison de catastrophes d'origine humaine et naturelle en Corse a laissé un sentiment aigu de désespoir et d'abandon. Tout cela s'est produit à un moment où l'Espagne craignait de plus en plus la possibilité d'une rébellion dans ses colonies des Caraïbes, principalement à Porto Rico et à Cuba.

## Décret royal espagnol des grâces

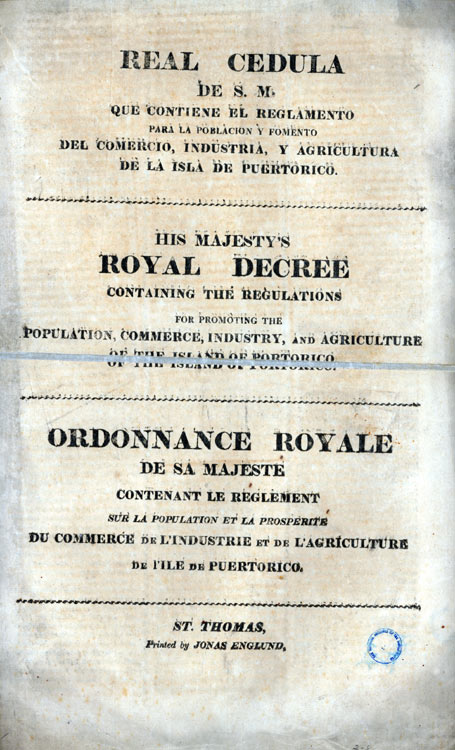
Décret royal des grâces, 1815.

En 1825, l'Espagne perdit l'intégralité de ses territoires au Mexique, en Amérique centrale et du Sud. Désormais elle lutta par tous les moyens d'empêcher ses colonies des Caraïbes de se révolter et d'accéder à l'indépendance. C'est pour cela qu'elle a décidé d'encourager l'immigration vers les îles de catholiques européens, par exemple d'Irlande, de Corse et d'Italie, en pensant qu'ils pourraient établir une base loyale et reconnaissante sur laquelle elle pourrait s'appuyer en échange de terres. En 1815, la Couronne espagnole avait publié le décret royal des grâces (Real Cédula de Gracias) qui favorisait l'immigration de catholiques européens non espagnols dans ses colonies des Caraïbes.
Comme l'île de Porto Rico est très similaire géographiquement à la Corse, elle a attiré de nouveaux immigrants. En vertu du décret royal espagnol des grâces, les Corses et les autres immigrants ont obtenu des terres et ont initialement reçu une «lettre de domicile» après avoir juré fidélité à la couronne espagnole et allégeance à l'Église catholique. Par la suite et après cinq ans, ils pouvaient demander une "lettre de naturalisation" et devenir sujets espagnols.
Ces donc ces raisons qui ont poussé les Corse à quitter leur île et une vie difficile pour rejoindre Porto Rico dans l'espoir d'une vie plus favorable.

## Influence dans l'industrie du café
Des centaines de Corses et leurs familles ont immigré à Porto Rico dès 1830, et leur nombre a culminé au début des années 1900. Les premiers colons espagnols s'étaient installés et possédaient les terres dans les zones côtières, car ils voulaient accéder à la mer. Les Corses avaient tendance à s'installer dans la région montagneuse du sud-ouest de l'île, principalement dans les villes d'Adjuntas, Lares, Utuado, Ponce, Coamo, Yauco, Guayanilla et Guánica. Mais c'est Yauco, avec une riche région agricole, qui a attiré la majorité des colons corses. Les trois principales cultures de base à Yauco étaient le café, la canne à sucre et le tabac.
Les nouveaux colons se sont consacrés à la culture de ces plantes et, en peu de temps, certains ont commencé à économiser suffisamment d'argent pour posséder et exploiter leurs propres épiceries et commerces. Le café était le moyen par lequel certains ont fait fortune. La culture du café à Yauco a commencé à l'origine dans les secteurs Rancheras et Diego Hernández, et s'est ensuite étendue aux secteurs Aguas Blancas, Frailes et Rubias. Dans les années 1860, les colons corses étaient les leaders de l'industrie du café à Porto Rico : sept plantations de café sur dix appartenaient à des Corses.

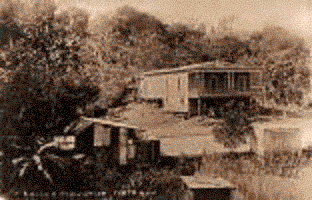
Ancienne plantation de café Yauco (avant 1920).

La famille Mariani de Yauco a utilisé deux tactiques pour renforcer sa position dans l'industrie du café. Tout d'abord, ils ont converti une égreneuse de coton afin de l'utiliser pour le décorticage mécanique des cerises de café, un processus nécessitant beaucoup de main-d'œuvre. Deuxièmement, ils ont envoyé deux membres de leur famille en tant que représentants commerciaux pour visiter les principaux centres d'achat de café européens et y établir des relations. Ces visites en Europe ont été un succès et Mariania a conduit Porto Rico à devenir un membre important de l'industrie mondiale du café.
Les descendants des colons corses sont également devenus influents dans les domaines de l'éducation, de la littérature, du journalisme et de la politique. L'historien colonel Héctor A. Negroni, (à la retraite de l'USAF), a fait des recherches sur la connexion corse-portoricaine et a documenté des informations substantielles sur les liens de Porto Rico avec la Corse. Aujourd'hui, la ville de Yauco est connue à la fois comme "la ville corse" et "la ville du café". Un mémorial a été installé à Yauco avec l'inscription « À la mémoire de nos citoyens d'origine corse, France, qui au XIXe siècle se sont enracinés dans notre village, qui ont enrichi notre culture de leurs traditions et aidé notre progrès par leur travail dévoué – la municipalité de Yauco leur rend hommage. » Les noms de famille corses tels que Paoli, Negroni et Fraticelli sont courants dans l'île.

## Monuments à Yauco et Ponce

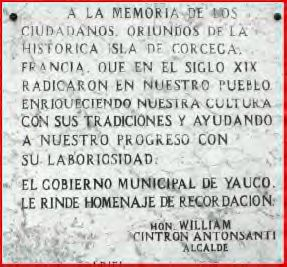
Mémorial dédié aux Corses à Yauco.

Plusieurs propriétés à Yauco et Ponce, qui appartenaient autrefois à des immigrants corses, sont inscrites au registre national des lieux historiques de Porto Rico.

### Casa Franceschi Antongiorgi
La Casa Franceschi Antongiorgi (Maison Franceschi Antongiorgi) a été construite en 1907 par l'architecte français André Troublard pour Alejandro Franceschi Antongiorgi, riche propriétaire terrien et amateur d'art. Il organisait fréquemment des banquets, des concerts et des rencontres avec des artistes invités dans sa maison.

### Casa Antonio Mattei Lluberas
La Casa Antonio Mattei Lluberas, également appelée La Casona Césari (Maison Césari) a été construite en 1893 par Antonio Mattei Lluberas. Cette maison est également connue sous le nom de "La Maison aux Douze Portes". Plus tard, elle a été acquise par Ángel Césari Poggi, mari d'Ángela Antongiorgi Rodríguez. La famille Césari Antongiorgi a joué un rôle déterminant dans le développement de l'industrie sucrière dans la région sud de l'île.

### Chalet Amill
Le Chalet Amill a été construit en 1914 par l'architecte Tomás Olivari Santoni pour Ángel Antongiorgi Paoli. Antongiorgi Paoli a offert le chalet à sa fille Ana Lucía comme cadeau de mariage lorsqu'elle a épousé Juan Amill Rodríguez. Mais le couple a rapidement divorcé. Au milieu des années 1920, le chalet a été transformé en hôtel, d'abord nommé hôtel Auristela puis hôtel de Paris. Cet hôtel appartenait à Lola Bartolomei, la fille de Francisco Bartolomei. La famille Bartolomei était une première génération d'immigrants corses qui possédaient des plantations de café dans cette région.

### Mansion Negroni
La Mansion Negroni (Negroni Mansion), également connue sous le nom de Casa Agostini (Maison Agostini), a été construite vers 1850 par Antonio Francisco Negroni Mattei. Plus tard, elle passa à la famille Agostini par le mariage de María Victoria Negroni, fille d'Antonio Francisco, et d'Ignacio Agostini Felipi. La famille Agostini a fait fortune dans l'exportation de café. Ils étaient les propriétaires de "Sobrinos de Agostini y Compañía" (Neveux d'Agostini & Co.). Ángel Pedro Agostini Natali, membre de la famille, est reconnu comme l'inventeur du moulin à café. Cette machine a révolutionné l'industrie du café. Grâce à cette machine, l'île a pu répondre à l'énorme demande de café portoricain, qui a abouti à « l'âge d'or » de l'économie de Yauco. Cette maison a été achetée par l'école du Saint Rosaire de Yauco ; une plaque de bronze décrit son histoire.

### Résidence Lluberas Negroni

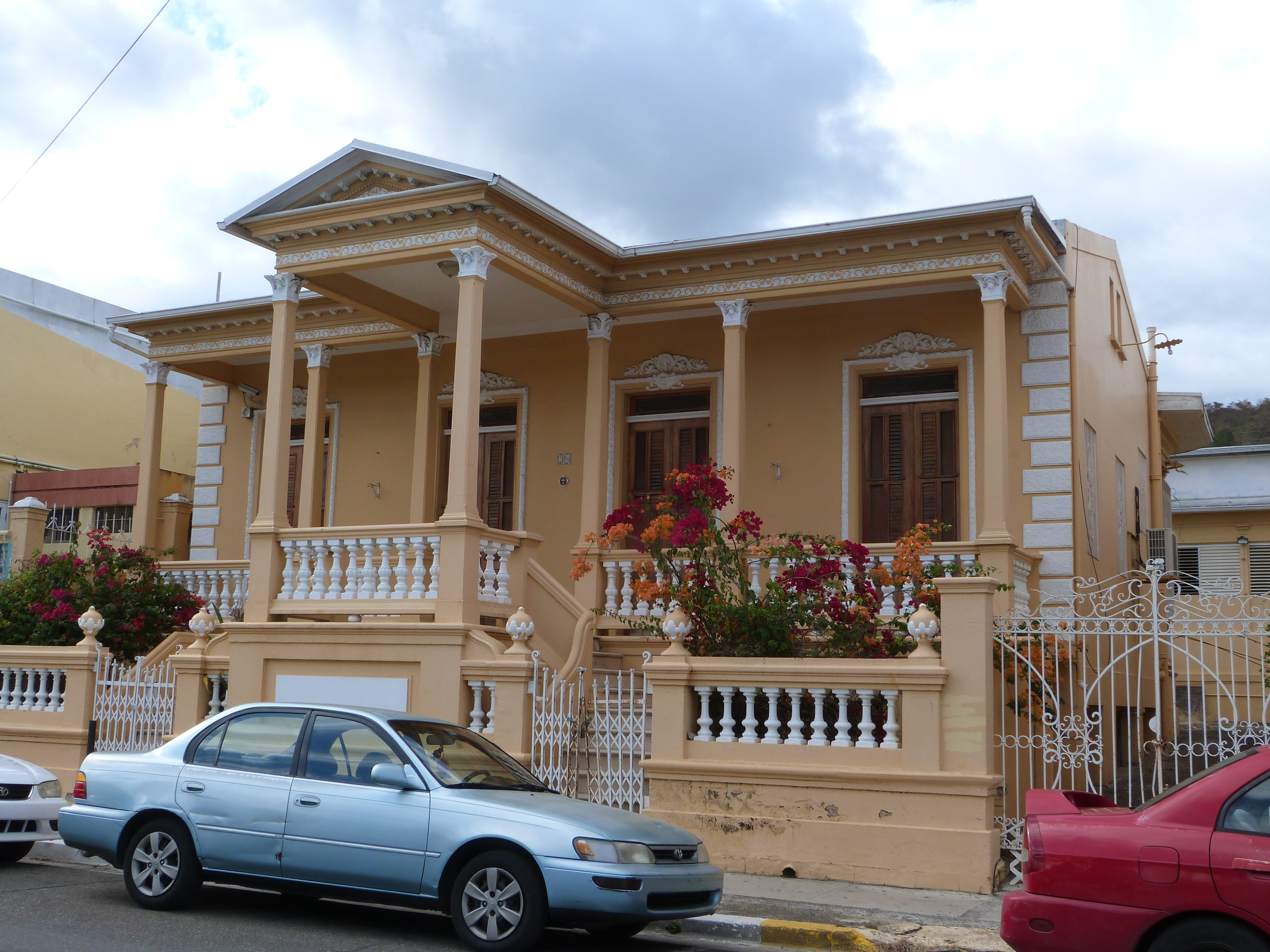
Résidence González Vivaldi.

### Casa Paoli

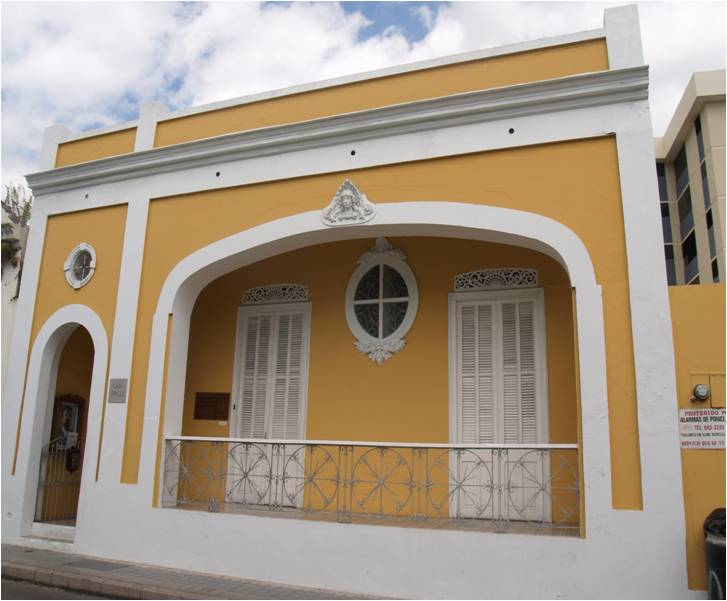
Casa Paoli.

La Casa Paoli a été construite vers 1864 et est situé au 2648 Calle Mayor, Barrio Cuarto à Ponce. Elle est d'importance nationale en tant que lieu de naissance d'Antonio Paoli Marcano, qui est devenu un ténor et un chanteur d'opéra de renommée internationale. Il s'est produit et a été largement salué en Europe et dans les Amériques, y compris dans les îles des Caraïbes. La maison avait été un cadeau de mariage pour les parents de Paoli, qui se sont mariés à la cathédrale de Ponce après la naissance des cinq premiers de leurs huit enfants. (Son grand-père maternel s'était opposé de prime abord au mariage parce que sa fille était beaucoup plus riche que le père corse et immigré de Paoli. Le couple a du s'enfuir pour pouvoir vivre leur amour.) Antonio, leur septième enfant, est né dans cette maison, ainsi que deux de ses frères et sœurs. En 2009, la Casa Paoli a été inscrite au Registre national des lieux historiques.

## Notable Yaucano d'origine corse

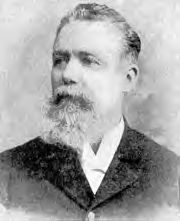
Antonio Mattei Lluberas

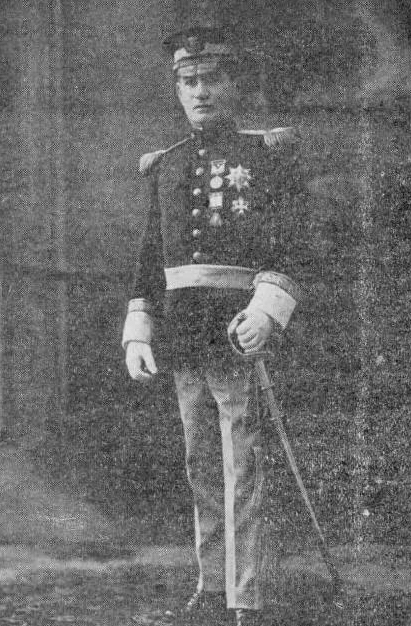
Général de brigade José Semidei Rodríguez

Liste de notables de Yauco d'origine corse : 
- Agostini, Amelia (1896–1996) - anthologue, poète, éducatrice, professeur à l'Université de Columbia
- Franquiz, José A. (1906-1967) - poète
- Gilormini, Mihiel "Mike" (1918–1988) - Héros de la Seconde Guerre mondiale et fondateur de la Garde nationale aérienne de Porto Rico. Retraité en tant que général de brigade dans l'Air National Guard
- Giovannetti, José Antonio - éducateur, poète
- Mariani, Pedro Domingo (1880-1925) - poète, journaliste
- Mariani Ortiz, Lydia - éducatrice, militante des droits portoricaine
- Masini Molini, José Antonio "El Corso" (1913–1987) - agronome . Directeur, Land Authority of Puerto Rico (1969-1972) - Directeur, Sugar Corporation of Puerto Rico (1977-1984);
- Mattei, Andrés (1863–1925) - poète, journaliste;
- Mattei Lluberas, Antonio (1857-1908) - Chef de l' Intentona de Yauco, révolte de 1897 et maire de Yauco de 1904 à 1906;
- Mignucci Calder, Carlos Armando (1889–1954) - homme politique, maire de Yauco (1944–52), membre de l'Assemblée constitutionnelle de Porto Rico (1952);
- Negroni, Héctor Andrés - Premier diplômé portoricain de l'US Air Force Academy, colonel de l'US Air Force, pilote de chasse, cadre supérieur de l'aérospatiale et historien ;
- Negroni, Julio Alberto - Ingénieur électricien qui a été le premier président de la Water Works Authority à Porto Rico ;
- Negroni, Santiago – journaliste, éducateur et poète ;
- Negroni Lucca, Santos (1851–1920) - Patriote portoricain et l'un des 16 prisonniers du château d'El Morro en 1887 ;
- Negroni Mattei, Francisco (1897–1939) - poète, journaliste ;
- Olivari Santoni, Tomás (1902–1904) - Architecte et maire de Yauco ;
- Olivieri Gómez, Luis A. (1937) Pasteur baptiste, musicien, chef de chœur, professeur à l'UIA-Metro (1979-présent) ;
- Olivieri Rodríguez, Ulises – poète, journaliste ;
- Paoli, Antonio - chanteur d'opéra ;
- Pietrantoni Blasini, Julio (1935–2006) - avocat, banquier, président de la Banque de développement du gouvernement de Porto Rico de 1978 à 1985, vice-président de Banco Roig jusqu'à son acquisition par Banco Popular en 1997;
- Rojas Tollinchi, Francisco (1911–1965) - poète, dirigeant civique et journaliste[13] ;
- Semidei Rodríguez, José (1868–1958) - Général de brigade de l'Armée de libération cubaine[14] ;

## Influence corse dans la culture portoricaine et populaire

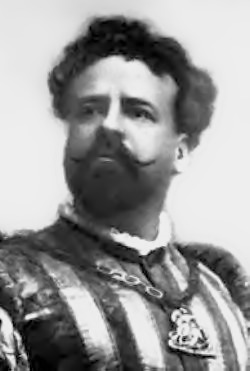
Antonio Paoli.

En plus d'avoir eu des carrières distinguées dans l'agriculture et l'armée, les Portoricains d'origine corse ont apporté de nombreuses autres contributions au mode de vie portoricain. Les apports de la culture corse se retrouve, mais sans s'y limiter, dans les domaines de l'éducation, du commerce, de la politique et du divertissement. La famille Vivoni compte quatre membres notables : Carlos Vivoni, l'ancien secrétaire au développement économique et au commerce et, ainsi, l'ancien secrétaire au logement, Pedro Santos Vivoni, le premier maire de Lajas, Pierre Vivoni, juge et ancien commissaire de police, et José Antonio Vivoni Ramírez de Arellano, l'ancien maire de San Germán.
Ernesto Ramos Antonini, qui a été le premier président de la Chambre des représentants de Porto Rico et cofondateur du Partido Popular Democrático de Puerto Rico (Parti démocratique populaire de Porto Rico), est un autre Portoricain d'origine corse qui a mené une carrière politique notable. Jaime Fuster Berlingeri, juge associé de la Cour suprême de Porto Rico et ancien commissaire résident, Jorge Farinacci, chef du Parti socialiste portoricain, et Jorge Santini, ancien maire de San Juan.
L'un des premiers artistes portoricains à avoir acquis une renommée mondiale a été Antonio Paoli Marcano, un chanteur d'opéra connu sous le nom de « Le roi des ténors et de le ténor des rois ». Il a été le premier artiste d'opéra à enregistrer un opéra entier lorsqu'il a participé à une représentation de Pagliacci de Ruggero Leoncavallo en Italie en 1907. Les frères Palmieri, Charlie et Eddie Palmieri, étaient des chefs de bande aux États-Unis Rock N Roll Hall of Famer Joe Negroni était membre du groupe de rock 'n' roll The Teenagers Américo Boschetti  et Vicente Carattini étaient tous deux chanteurs et compositeurs. Carattini a composé des chansons portoricaines liées à Noël. Carmen Delia Dipiní était aussi une remarquable chanteuse de boléros.

## Noms de famille des premières familles corses à Porto Rico
Voici une liste de certains des noms de famille des premières familles corses qui ont immigré dans les régions d'Adjuntas, Yauco, Guayanilla et Guánica à Porto Rico au XIXe siècle. Cette liste a été compilée par le généalogiste et historien Colonel (USAF Ret.) Héctor A. Negroni qui a fait des recherches exhaustives sur la migration corse et les origines de son patronyme Negroni :
Adriani, Agostini, Altieri, Anciani, Angilucci, Annoni, Anpani, Antongiorgi, Antoni, Antonini, Antonmarchi, Antonmattei, Antonsanti, Arenas, Artigau, Barbari, Bartoli, Bartolomei, Battistini, Benedetti, Belgodere, Bettolacce, Benvenutti, Berlingeri, Bernardini, Biaggi, Blasini, Boagna, Boccheciamp, Bocagnani, Bonelli, Bonini, Bracetti, Cardi, Carraffa, Casablanca, Casanova, Catinchi, Cervoni, Cesari, Chiavramonti, Cianchini, Costa, Damiani, Dastas, Defendini, Deodati, Dominicci, Emmanuelli, Estella, Fabbiani, Farinacci, Feliberti, Felippi, Ficaya, Figarella, Filipini, Franceschi, Franceshini, Franzuni, Fratacci, Fraticelli, Galletti, Garrosi, Gentili, Gilormini, Giovanetti, Giraldi, Giuseppi, Giuliani, Gordi, Graziani, Grillasca, Grimaldi, Guidiccelli, Lacroix, Lagomarsini, Laveri, Lazarini, Leandri, Linarola, Lipureli, Lorenzi, Lucca, Luchessi, Lucchetti, Luiggi, Maestracci, Malatesta, Marcantoni, Marcucci, Mari, Mariani, Marietti, Marini, Massari, Massei, Masini, Mattei, Maxinie, Micheli, Miguinini, Mignucci, Minucci, Modesti, Molinari, Molinelli, Molini, Montaggioni, Moravani, Mori, Muratti, Natali, Navaroli, Negroni, Nicolai, Nigaglioni, Octaviani, Olivieri, Orsini, Padovani, Paganacci, Palmieri, Paoli, Pelliccia, Pellicer, Piacentini, Piazza, Pieraldi, Piereschi, Pieretti, Pierantoni, Pietrantoni, Pietri, Piovanetti, Poggi, Polidori, Quilichini, Rafaelli, Rafucci, Rapale, Rencini, Renesi, Romanacce, Romani, Rubiani, Rutali, Safini, Saladini, Sallaveri, Santini, Santoni, Santuchi, Savelli, Semidei, Senati, Shyny, Sinigaglia, Silvagnoli, Silvestrini, Simonetti, Sisco, Sonsonetti, Tollinchi, Tomasi, Tossi, Totti, Vecchini, Vicchioli, Vallevigne, Vicenti, Vincenti, Vincenty, Villanueva, Vivaldi et Vivoni.